# Periconia saraswatipurensis
Periconia saraswatipurensis är en svampart som beskrevs av Bilgrami 1963. Periconia saraswatipurensis ingår i släktet Periconia, ordningen Pleosporales, klassen Dothideomycetes, divisionen sporsäcksvampar och riket svampar.   Inga underarter finns listade i Catalogue of Life.